# Moulès
Moulès is een plaats in het departement Bouches-du-Rhône in Zuid-Frankrijk. Het behoort tot de gemeente Arles en heeft ongeveer 1384 inwoners (2007).
De plaats ligt op ongeveer twaalf kilometer ten oosten van het centrum van Arles, waarmee het via de D83 verbonden is, in de vlakte van de Crau en in de nabijheid van het dorp Raphèle.
Moulès maakte deel van het kanton Arles-Est tot dit op 22 maart 2015 werd opgeheven.

## Kerk
De kerk Saint-Hippolyte-de-Crau stamt van oorsprong uit de tiende eeuw en werd gesticht door Teucinde, een dame uit een aristocratisch geslacht die ook de Abdij van Montmajour oprichtte. In het begin behoorde de parochie tot St-Trophime d’Arles. In 1237 werd de kerk door de bisschop Jean Baussan geschonken aan de Cisterciënzers van Mollégès. Een vernieuwde kerk werd op 16 april 1682 ingewijd.
De huidige kerk werd ontworpen door de architect Auguste Véran uit Arles en stamt uit 1841. De klokkentoren werd gereedgesteld in 1853.